# Silene sytnikii
Silene sytnikii är en nejlikväxtart som beskrevs av L.I. Krytzka, V.V. Novosad och V.V. Protopopova. Silene sytnikii ingår i släktet glimmar, och familjen nejlikväxter. Inga underarter finns listade i Catalogue of Life.